# Wolfgang Gerhardt
Wolfgang Gerhardt (ur. 31 grudnia 1943 w Ulrichstein-Helpershain, zm. 13 września 2024 w Wiesbaden) – niemiecki polityk, wicepremier oraz minister nauki i kultury w rządzie Hesji (1987–1991), od 1995 do 2001 przewodniczący Wolnej Partii Demokratycznej (FDP), deputowany do Bundestagu XIII, XIV, XV, XVI i XVII kadencji (1994–2013).

## Życiorys
Po uzyskaniu matury studiował pedagogikę, germanistykę i politologię na Uniwersytecie w Marburgu. Doktoryzował się w 1970. Pracował w Fundacji im. Friedricha Naumanna, następnie jako referent w ministerstwie spraw wewnętrznych Hesji, po czym prowadził kancelarię ministra.
Był przewodniczącym heskich struktur związanej z FDP organizacji studenckiej i wiceprzewodniczącym liberalnej młodzieżówki. W 1982 wybrany na przewodniczącego Wolnej Partii Demokratycznej w Hesji, a trzy lata później na wiceprzewodniczącego partii na szczeblu federalnym. W 1978 uzyskał po raz pierwszy mandat posła do landtagu w Wiesbaden. W heskim parlamencie zasiadał do 1982, a także w latach 1983–1987 i 1991–1994. Był przewodniczącym frakcji liberalnej (1983–1987, 1991–1994), a od 1987 do 1991 w rządzie Hesji wicepremierem, ministrem nauki i sztuki oraz pełnomocnikiem landu we władzach federalnych. W tym samym okresie zasiadał w Bundesracie. Brał udział w obradach VIII i IX Zgromadzenia Federalnego.
W 1994 objął mandat posła do Bundestagu XIII kadencji z listy regionalnej FDP. Reelekcję uzyskiwał w latach 1998, 2002, 2005 i 2009. Od 1998 do 2006 pełnił obowiązki przewodniczącego Klubu Parlamentarnego FDP. W latach 1995–2001 był przewodniczącym FDP. W 2006 został przewodniczącym zarządu Fundacji im. Friedricha Naumanna. W 2012 ogłosił, że nie będzie kandydował w kolejnych wyborach. W 2013 zakończył wykonywanie mandatu deputowanego.